# كارثة الزيوت المسمومة في المغرب 1959
كارثة الزيوت المسمومة في المغرب 1959 هي حادثة تسمم جماعي وقعت خلال شهري سبتمبر وأكتوبر من سنة 1959 بالمغرب، حيث ظهرت حالات تسمم عند ما يقارب 20 ألف شخص، منهم من توفي ومنهم من أُصيب بأمراض مزمنة وإعاقات دائمة، وذلك في مدن مختلفة، خاصة في مكناس، وسيدي سليمان، وسيدي قاسم، والخميسات.
حدث الأمر حينما استهلك الضحايا زيوت طبخ كانت تحتوي على مادة ثلاثي كريسيل الفوسفات، ومصدرها زيوت تشحيم طائرات حربية اشتراها تجار من سماسرة في القواعد العسكرية الأميركية الموجودة بالمغرب، وخلطوها بزيوت نباتية، وبيعت للمغاربة بأثمان بخسة.
كانت تلك الزيوت عبارة عن مادة كيميائية سامة ليس لها لون أو رائحة، مُزجت بزيت طعام عادي يستعمل في الطبخ. وتُعرف تلك الزيوت في أمريكا باسم ثلاثي كريسيل الفوسفات (TOCP)، كانت تستعمل في محركات الطائرات العسكرية، ونظرا لكمية السموم التي تحتويها فإن مجرد استنشاقها يؤدي إلى ظهور بعض الأمراض. وتعتبر هذه الحادثة ثاني أكبر كارثة عرفها المغرب بعد زلزال أكادير.

## خلفية تاريخية
في سنة 1942، خلال الحرب العالمية الثانية، تدخلت أمريكا لمساعدة الحلفاء من أجل إيقاف المد الألماني بقيادة أدولف هتلر. كما قامت بإنزال عسكري مكثف في المغرب، وذلك بحكم الموقع الاستراتيجي المهم، إذ كان المغرب هو نقطة انطلاقها لمواجهة النازية الألمانية في الجبهة الجنوبية لأوروبا وشمال إفريقيا. وشهد تاريخ 8 نونبر 1942 أكبر إنزال للقوات العسكرية الأمريكية على السواحل المغربية. وذلك في كل من الدار البيضاء، آسفي، مراكش، أكادير والمحمدية، وسميت هذه العملية بعملية الشعلة.
وبعد بضع سنوات، لم تعد الوضعية الداخلية بالمغرب تسمح لأمريكا بالمكوث هناك. وفي سنة 1956، كانت المملكة تسعى لاستكمال وحدتها الترابية. وعقب ذلك، طالبت بانسحاب أمريكا من القواعد. وقد تطلب الأمر سنة كاملة من أجل قبول أمريكا للجلوس مع المغرب في طاولة المفاوضات. ثم سنة ثانية لقبول مطلب الإجلاء. ثم سنة ثالثة للاتفاق على موعد الإجلاء. لينجح المغرب في الأخير بإقناع الولايات المتحدة الأمريكية بالرحيل التام سنة 1963.

## تسلسل أحداث الكارثة
بعدما غادرت القوات العسكرية الأميركية قواعدها، تركت مواد كيميائية تستعمل لصيانة محركات الطائرات، وكان من ضمنها زيوت تشحيم المحركات النفاثة المحتوية على ثلاثي كريسيل الفوسفات (TOCP) معبأة في براميل، فاستولى عليها 5 أفراد من قاعدة جوية أمريكية في النواصر، وخلطوها بزيت الطهي (كان يُسمّى "الغزال") وبيعت في قوارير انطلاقا من الدار البيضاء، لتُغرق أسواق مدن مكناس وسيدي سليمان وسيدي قاسم والخميسات ومناطق أخرى، حيث أقبل على شرائها الكثير من العائلات لثمنها البخس.
فبعد استهلاك تلك الزيوت المسمومة بأيام، أو حتى ساعات معدودة، اكتظت المستشفيات -على قلّتها آنذاك- بحالات التسمم الخطيرة والقاتلة، ووجد الأطباء أنفسهم أمام جيش من المرضى بمرض قاتل ومجهول. وأحدث هذا الحادث المجهول هلعا وسط الساكنة، حيث كثرت الآراء حول الموضوع، فهناك من اعتقد أن الحادث متعلق بالجن، وهناك من هرول إلى مدن أخرى، معتقدين أن ما أصاب الآخرين هو مرض معد.
لتكون النتيجة إصابة آلاف الأشخاص عند تناول تلك الزيوت بأمراض، كانت تبدأ بارتفاع كبير في درجة الحرارة، وفي كثير من الأحيان كانت تؤدي المضاعفات إلى شلل بعض الأطراف، وقضى كثيرون بسبب تلك السموم، وأصيب من بقوا على قيد الحياة بأمراض مزمنة، وعانى كثيرون من إعاقة دائمة.

## التجاوب

### محليا
قامت السلطات بتقديم إعانات للمتضررين من الحادث من الزيت والطحين والحليب، وغيرها من المواد الغذائية الأساسية. وأصدر الأمير الحسن الثاني ظهيرا شريفا رقم 231 – 60 – 1 الصادر بتاريخ 07 دجنبر 1960 في الجريدة الرسمية عدد 2517، ينص على عقوبة الإعدام على الجناة، وكذا السجن المؤبد على المشاركين في الجريمة. كما نص هذا الظهير على تخصيص تعويضات لصالح الضحايا، معتبرا إياهم أبناء للقصر الملكي، مثلهم تماما مثل ضحايا زلزال أكادير؛ حيث صدر قرار حينها ينص على منح مستحقات تنبر أربعة دراهم، يثبت في البطاقات الرمادية للسيارات والشاحنات لصالح الضحايا، كما تم فتح حساب بنكي منذ ذلك الحين، وإلى حدود اليوم لا يُعرف مصيرها، إذ لم يتوصل الضحايا بمستحقاتهم وظلوا يحتجون لأعوام من أجل المطالبة بحقوقهم، والمطالبة بالتسوية المالية.

### دوليا
بناء على طلب الحكومة المغربية، عيّن كل من الاتحاد الدولي لجمعيات الصليب الأحمر والهلال الأحمر ومنظمة الصحة العالمية الدكتور غوستاف جينجراس على رأس بعثة دولية مسؤولة عن مساعدة المغرب، على فهم ومعالجة وباء الشلل الذي ظهر في منطقة مكناس، حيث أُصيب 10000 شخص بذلك.
حلّت 16 جمعية وطنية (بما في ذلك الصليب الأحمر السويسري) بطاقم عمل يضم 180 شخصًا، من بينهم 47 طبيبًا و86 أخصائيًا في العلاج الطبيعي و5 معالجين وظيفيين و15 ممرضة و5 جراحي عظام. وتناوب هؤلاء المتخصصون كل 6 أشهر تقريبًا، من يناير 1960 إلى يونيو 1961.
وبعد 18 شهرًا من جهود إعادة التأهيل والجراحة، بقي 120 شخصًا فقط مصابين بالشلل. وشارك في هذا الجهد عبد المالك فرج، مدير معهد النظافة بالرباط آنذاك. وفي عام 1961، تأسست العصبة المغربية لضحايا الزيوت المسمومة.
وقد عملت الحكومات والوكالات الخاصة على إرسال مساعدات مادية، حيث إنه منذ بداية دجنبر 1959، تم إرسال مساعدات ضخمة إلى المغرب جوّا".
تم حل الأزمة بمساعدة من منظمة الصحة العالمية والصليب الأحمر، وعملت السلطات المغربية على سحب المنتوج الخطير من جميع أسواق البلاد.

## الأسباب
لمعرفة أسباب تفشي المرض، أرسلت منظمة الصحة العالمية عالميْ أوبئة في أكسفورد، هما سبالدينغ (J. M. K. Spalding) وأونور سميث.
وكشفت التحقيقات التي أجراها الطبيبان مع بعض المصابين، أن مصدر المرض مرتبط ببعض المنتجات الغذائية. وبحسب الصحفي الكندي، ديسبارات (Peter Desbarats) فإن "إحدى الدلائل المهمة هي أن التفشي بدا محصوراً في طبقة الحرفيين المغاربة". وأشارت دراسة أجراها الفريق البريطاني إلى أنه "لم يصب أي شخص من مئتي ألف يهودي مغربي، والأوروبي الوحيد الذي أصيب في مكناس هو رجل تبنى أسلوب الحياة العربية" مؤكدًا أن "اليهود والمسيحيين والعرب (المسلمون) يأكلون بشكل مختلف في المغرب". كما اكتشف الفريق أنه لم تسجل أية إصابة في صفوف القوات التي كانت تعيش في الثكنات ولا السجناء.
وذهب علماء الأوبئة إلى فرضية التسمم الغذائي، وأثناء تحليل الأطعمة التي يحتمل أن تكون سامة، لفت طبيب من مكناس انتباه سميث وسبالدينغ نحو زيت يستعمل في الطهي. وأضاف أن الطبيب "كان يعرف عائلة كانت تشكك في زيت داكن، وأعطت منه لكلبها، وبعد ذلك بدا كل شيء على ما يرام، وقرروا استعمال الزيت في الأكل. وفي غضون أيام قليلة، أصيب الجميع بمرض غريب وكذلك الكلب".
ومن خلال جمع المعطيات، أدرك الفريق أن الأمر كله يتعلق بزيت الطهي ذو اللون الداكن، الذي كان لا يزال يباع في المدينة القديمة في مكناس. ومن ثم اكتشف سبالدينغ وسميث السبب وراء الكارثة، ويرجع الأمر إلى زجاجة ملونة تحمل اسم (Le Cerf)، وهي علامة تجارية لزيت الطهي، وبعد إرسالها إلى معهد الصحة بالرباط، تم رصد السم، وهي مادة كيميائية صفراء عديمة الرائحة تسمى ثلاثي فوسفات الكريسيل، إحدى عائلات الزيوت التجارية التي يطلق عليها اسم (TOCP) في أمريكا الشمالية.
وجاء في وثيقة تحمل عنوان "نتائج التسمم بالفوسفات الأرثوذكسييل الممتص من ملوثات زيت الطهي، كما يظهر في 4029 مريضاً في المغرب" أنّ السم الذي يمثل 67٪ من قارورة الزيت "يتداخل مع العملية الطبيعية لاستخلاص الدهون وامتصاصها وقد يصيب الجهاز العصبي المركزي".

## التحقيق ومحاكمة المتورطين

### التحقيق
حسب الوثائق الأمريكية، فإن الحكومة المغربية بأوامر من الملك محمد الخامس، وبإشراف من ولي العهد الأمير الحسن الثاني، أطلقت لجنة خاصة للبحث الجنائي، مهمتها تتبع الخيوط لمعرفة مصدر ترويج الزيت المسموم الذي تسبب في الكارثة. وحسب الوثائق، فإن يوم 9 أكتوبر كان مشهودا، إذ في هذا التاريخ بدأت اللجنة تتعقب خيوط تجارة الزيت في مدينة مكناس، وبدأت أولى حملات اعتقال الباعة والتحقيق معهم بدقة لمعرفة المزود الرئيسي بمادة الزيت التي تباع في الأسواق الشعبية، وفوق ظهور الحمير بين الأزقة الفقيرة لمدينة مكناس ونواحيها، وصولا إلى تازة، ثم الحسيمة فالناظور. وأفضى تتبع سلسلة التجار الذين كانوا يبيعون تلك الزيت إلى تاجر قطع غيار السيارات وزيوت المحركات بمدينة الدار البيضاء، هذا الأخير نفسه حصل عليها من قاعدة النواصر العسكرية، التابعة للقوات الجوية الامريكية آنذاك، فقد كان التجار يشترون تلك الزيت (كانوا يُسمّونها "زيت الطيارة") من الدار البيضاء ويمزجونها بزيوت المائدة وزيت الزيتون. وقد اكتشفت اللجنة وجود شحنة أخرى مقدارها 6 أطنان معبأة في 31 حاوية كبيرة، جاهزة لكي تُعبأ في القنينات الزجاجية وتوجه إلى السوق الاستهلاكية. لتقوم السلطات المغربية بمُصادرة 190 طنا من الزيت المشتبه في تلوثه بزيت المحركات، بالإضافة إلى حمولة تزن 600 كيلوغرام، تحتوي على الزيت الصناعي.
سنة 2012، أصدر الباحث الأمريكي "سبنسر ديفيد سيغالا" (Spencer David Segalla) مقالا بعنوان (The 1959 Moroccan oil poisoning and US Cold War disaster diplomacy)، حيث أشار فيه إلى أنّ أسباب الوباء ظلّت غامضة لأسابيع، لكن المحققين حددوا في نهاية المطاف أن سبب الشلل هو الزيت المغشوش، ويعود الأمر إلى 13 أبريل 1959، حين طلب "محمد بناني"، وهو مستورد سيارات بالجملة، شراء كمية كبيرة من زيت تشحيم محركات الطائرات الفائض من قاعدة القوات الجوية الأمريكية في النواصر، بالقرب من الدار البيضاء. كان هذا الزيت يحتوي على مركبات ثلاثي الفوسفات والكريسول، والشحنة التي اشتراها بناني كانت واحدة فقط من أكثر من خمسين شحنة من أنواع مختلفة من الزيوت المتقادمة أو الفائضة التي بيعت من القواعد الجوية الأمريكية في المغرب ذلك العام. ثم باع بناني كميات من الزيت، لا تزال في براميلها الأصلية، إلى تاجر آخر، اسمه " أحمد بن الحاج عبد الله". ثم باع الزيت إلى حوالي عشرين تاجر جملة لزيوت الطبخ في الدار البيضاء وفاس ومكناس. وأوضح تاجر الجملة في مكناس في وقت لاحق أنه كان يسعى إلى طريقة لزيادة هامش ربحه من أربعة عشر إلى أربعة وعشرين فرنكا للتر. اشترى عدة أطنان من زيت المحركات، وخلطه مع زيت نباتي وزيت زيتون، وعبأ الخليط كزيت طبخ، وصنف الزجاجات تحت أسماء "الغزال" (Le Cerf) و"الهلال" (El Hilal).

### المحاكمة
وقد حمّل التحقيق المسؤولية لخمسة تُجار من الدار البيضاء ومكناس وفاس، حيث أُدينوا ببيع 15 طناً من الزيوت المغشوشة خلال أشهر قليلة في جميع أنحاء البلاد. وقد نفى جميعهم تمامًا أن تكون لديهم أي نية لتسميم زبنائهم بأي شكل من الأشكال. وأثناء محاكمة الجناة، طرح إشكال قانوني في مسألة تكييف التهم التي تتناسب والأفعال الجرمية التي ارتكبها الجناة. فالقانون الجنائي الذي تركه المستعمر الفرنسي، كان يعاقب على جريمة التسميم، من ستة أشهر إلى 3 سنوات حبسا نافذا، وهو ما جعل القضاة يحتارون أمام التكييف الملائم للجرائم المقترفة التي لا بمكن أن تخرج عن دائرة القتل عن سبق الإصرار والترصد. هذا الإشكال لم يتركه الأمير الحسن الثاني يسيح في متاهات التفسير القضائي، حيث طالب من المجلس الاستشاري (البرلمان حاليا)، من سن قانون يعاقب على جريمة التسميم في الأقصى بالإعدام، كما أمر بتطبيق هذا القانون بأثر رجعي ليشمل مرتكبي هذه الكارثة.
وفي الوقت الذي كان الضحايا ينتظرون محاكمة الجناة بعقوبات قاسية قد تصل إلى حد الإعدام أو المؤبد، حُكم على المتورطين الخمسة بالإعدام، لكن لم يتم تنفيذ الحكم، وتمّ الإفراج عنهم بعفو عامّ في نفس السنة التي اعتُقِلوا فيها، أي في سنة 1959.
وتقول بعض المعطيات إن أغلب الذين عُرضوا على المحكمة كانوا أبرياء، وزُجّ بهم في القضية لتهدئة السخط الشعبي، ليتم في الأخير الاحتفاظ بالمتورطين. كان المحامي أحمد رضا اجديرة (وزير الداخلية الأسبق ومستشار الحسن الثاني لاحقا) هو الذي يُمثّل دفاع المتهمين، وهو ما أثار استياء ساكنة مكناس. وتُشير المعطيات إلى أنّ القاضي كان يعلم أن التعاطف مع المتهمين قد يُؤجّج الأوضاع، لذلك صدرت أحكام الإعدام في البداية، لكنّ الملف طُوي بعد استعطاف سلطان الطلبة.

## احتجاجات ومُطالبات بالتعويض
في 15 أبريل 2010، أعطى الملك محمد السادس أوامره ليتم توقيع اتفاقية بين وزير الاقتصاد والمالية صلاح الدين مزوار، ووزيرة الصحة ياسمينة بادو، والوزير المكلف بإدارة الدفاع الوطني عبد الرحمان السباعي، وممثل مؤسسة الحسن الثاني للأعمال الاجتماعية لقدماء العسكريين وقدماء المحاربين، تتعلق بتكليف مؤسسة الحسن الثاني بتدبير منح تعويضات مالية شهرية لضحايا الزيوت المسممة، وإنجاز مشاريع بهدف إدماجهم السوسيو-اقتصادي، وهي الاتفاقية التي كانت مجرد حبر على ورق، حيث لم يتم صرف أي منحٍ، أو دعمٍ لإنجاز المشاريع، أو سكنٍ اقتصادي كما راج، ما عدا استفادة البعض منهم من تعويض شهري قدره 1000 درهم، وإقصاء جزء آخر لم يستفد بعد لدوافع مجهولة. ولا يزال ضحايا الزيوت المسمومة يحجون للرباط للاحتجاج أمام مقر وزارة الاقتصاد والمالية، للمطالبة بالتسوية المالية لملفهم، وعددهم لا يتجاوز 331 شخصاً، لم تشملهم الاستفادة، ومنهم من توفى.
وقد كانت "العصبة المغربية لمرضى ضحايا الزيوت المسمومة"، الإطار الشرعي الممثل للضحايا، قد وجّهت رسالة إلى السفارة الأمريكية بالرباط في 9 يونيو 2005، تبرز فيها المسؤولية التي تتحملها أمريكا تجاه الضحايا، داعية السفير الأمريكي إلى التدخل لدى رئيس الجمهورية الأمريكية بغاية تعويض الضحايا بشكل يسمح لهم باسترجاع حقوقهم الضائعة، كما ذكّرت هذه المراسلة بالظروف التاريخية التي أحاطت بكارثة الزيوت المسمومة. ولم يتأخر رد السفير الأمريكي كثيرا، حيث بعث برسالة إلى العصبة يؤكد فيها أنه بات لزاما على الضحايا أن يضغطوا على الحكومة المغربية بغية مراسلة الحكومة الأمريكية بهذا الشأن.

## التأثير الثقافي

### في الأدب

غلاف رواية "الملف 42"

استأثرت هذه القضية باهتمام الكاتب الروائي المغربي عبد المجيد سباطة، الذي تطرق لتفاصيل هذه الجريمة والقضية المنسية في روايته الملف 42، التي يحكي فيها قصة صحفية وكاتبة أمريكية تدعى "كريستين ماكميلان"، والتي تبحث عن ماضي والدها الجندي "ستيف" عندما كان جنديا في القواعد العسكرية الأمريكية بالمغرب في خمسينات القرن الماضي، بحيث اكتشفت تورط والدها قبل إخلاء القوات الأمريكية قواعدها بالقنيطرة، في قضية "الزيوت المسمومة"، التي خلفت مأساة كبيرة في المغرب.

## روابط خارجية
- ضحايا زيت الطيارة على مجلة زمان